# المراح (الأحساء)
بلدة المراح بلدة من بلدات محافظة الأحساء في المنطقة الشرقية في المملكة العربية السعودية. تقع ما بين مدينة العيون ومصنع الإسمنت شرق السعودية.

## تاريخ
شاع عند الناس أن المراح قد تأسست في عام 1320 هجرية والواقع أن هذا هو تاريخ استقرار أهلها بها كما ذكر الشاعر الأمير عبدالرحمن العوده الفضلي - رحمه الله - وأرخ ذلك حين قال :
أنا أحمد الله تو قلبي استراح
حطيت بالممرح قصورٍ مبناه
في عام عشرينٍ نزلنا المراحِ
وثلاث مائة وألف لطفٍ من الله
، أما بلدة المراح كأرض يعيش بها أناس فقد كانت موجودة قبل ذلك حيث كانت محطة ومراحاً للبدو الرحل بقطعانهم ومواشيهم، ولذلك سميت بالمراح.
جميع أهالي بلدة المراح من أبناء السنة والجماعة ومعظمهم من قبيلة الفضول من آل بويت تحديدا والرئاسة لدى أسرة آل عوده الفضول للبلد من قديم كما ذكرت ذلك بعض الوثائق البريطانية  ويقطنها كذلك أسر كريمة من قبائل أخرى متنوعة  ، وكان أهالي بلدة المراح في القرن الثالث عشر الهجري وهو مانقصد به ما بعد 1200 هجرية يقيمون في بلدة العيون وهي الحي المعروف الآن في مدينة العيون باسم الديرة حيث كانت تلك البلدة مكونة من حارتين سكنيتين هما: الحارة الجنوبية(الجنيدة) والحارة الشمالية، وأما الحارة الجنوبية وتسمى (الفريج الجنوبي) التي كان يسكنها أهالي بلدة المراح. ولقد اتسعت البلدة خارج حدودها القديمة وكثر سكانها بل وانتقل قسم كبير منهم إلى الحي الجديد المعروف بـ (حي العوضية) الذي أنشأته الدولة لهم هناك وهذا أدى إلى كبر حي العوضية بحيث أصبحت العوضية القديمة نواة لها.
وقد جاء هذا الاتساع لبلدة المراح تبعاً للتزايد السكاني فيها، وحسب المسح السكاني للمركز الصحي بالمراح لعام 1428 هجرية المعلن في 1428/12/30 هجرية فإن عدد سكان بلدة المراح الكلي من السعوديين وغير سعوديين يبلغ 5936 نسمة يبلغ عدد السعوديين منهم 5670 نسمة بواقع 2774 (ذكور) و 2896 (إناث) بعدد من الأسر يبلغ 597 أسرة، أما غير السعوديين فيبلغ عددهم 266 نسمة بواقع 72 (ذكور) و 194 (إناث) وعدد الأسر واحدة.
يوجد في بلدة المراح جامعان إضافة إلى جامع في العوضية كما يوجد بها مدرسة ابتدائية ومتوسطة وثانوية للبنين وأخرى للبنات، ومدرسة ابتدائية لتحفيظ القرآن الكريم للبنات، وجمعية خيرية باسم جميعة المراح الخيرية في حي العوضية وروضة للأطفال أنشأتها وتشرف عليها جمعية المراح الخيرية، ومدرسة مسائية لتحفيظ القرآن الكريم أنشأتها وتشرف عليها الجمعية الخيرية بالمراح أيضاً، كما يوجد ببلدة المراح مكتبة خيرية باسم مكتبة الحسن البصري الخيرية، ومكتب بريد، ومصليان للعيد، ومركز صحي حكومي، وسوق شعبي يقام يومي الأحد والأربعاء من كل أسبوع، وتشهد بلدة المراح تطوراً ملحوظاً في كافة المجالات تبعاً للتطور الشامل الذي تشهدة الدولة بشكل عام.